# Amélia Veiga
Amélia Veiga   (Silves, 12 de gener de 1932) és una poeta i docent angolesa nascuda a Portugal, que a més ha col·laborat per a diverses revistes d'Angola, Brasil i Portugal.
El 1951 es va mudar a Angola, on va ensenyar en Sá da Bandeira i va començar a publicar poesia. Va ser guardonada amb el Premi Fernando Pessoa pel Consell Municipal de Sá da Bandeira per Poemas (1963), sent a més la guanyadora del primer Premi Jogos Klorats. També va treballar al Centre d'Estudis Superiors de Polítiques (CIPES) a Matosinhos, Portugal, durant diversos anys.
El seu poema, Angola, que representa el país de la parlant com una mare substituta, ha estat freqüentment antologitzat.

## Obres
- Destinos, 1961
- Poemas, 1963
- Libertação, 1974